# Bleona Qereti
Bleona Qereti (Korçë, Albânia, 14 de maio de 1979) é uma cantora albanesa.

## Discografia
- 1997 Kam Qejfin Tim
- 1999 Nese Me Do Fort
- 2001 S'me Behet Vone
- 2002 Ik Meso Si Dashurohet
- 2003 Ti Nuk Di As Me Ma Lyp
- 2005 Greatest Hits
- 2005 Boom Boom
- 2007 Mandarin